# Lazdijai
Lazdijai ( pronunciation (?·pàg.)) és una ciutat de Lituània situada a 7 km, aproximadament, de la frontera est amb Polònia.
El 1990 Lituània va declarar la seva independència de la Unió Soviètica, i es van establir nous punts de control a la frontera entre Polònia i Lituània, cosa que va convertir Lazdijai en el centre que regula i supervisa aquestes operacions.
És el lloc de naixement del popular polític i productor lituà Arūnas Valinskas i del compositor russoestatunidec Joseph Achron.

## Ciutat agermanada
- Łuków, Polònia